# Acta sanctorum

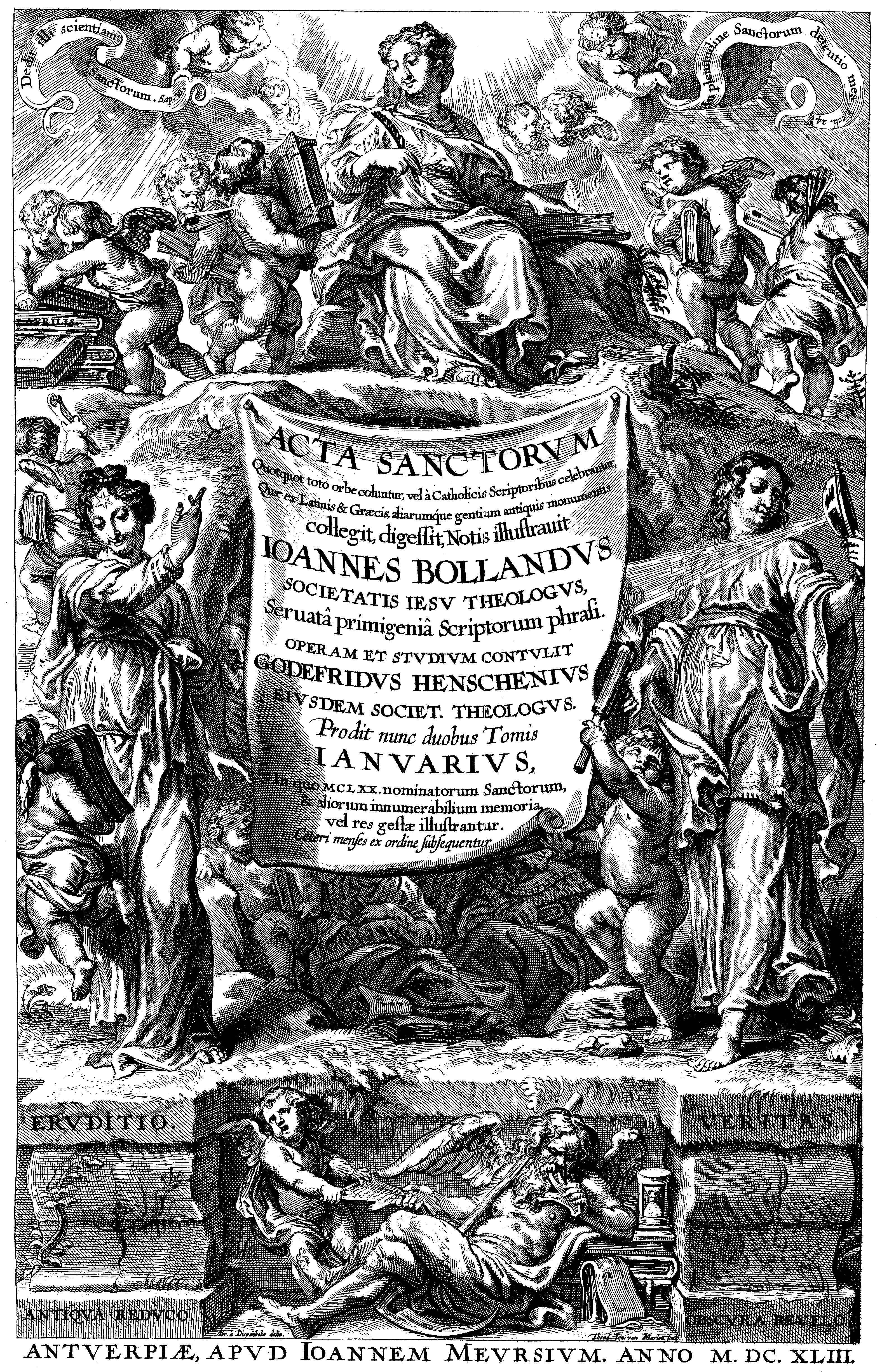
Frontispis z prvního svazku pro leden Act sanctrorum (1643)

Acta sanctorum (činy svatých) je kritická edice hagiografických textů vydávaná od roku 1643, v které vyšlo 68 foliových dílů (poslední v roce 1940). Za vznikem této edice stál belgický jezuita Jean Bolland (1596–1665). Na Bollanda navázali Godefridus Henschenius a poté Daniel Papebroch. Tito a další pokračovatelé Bollandova díla jsou označování jako bollandisté (Société des Bollandistes).
Texty byly vydávány chronologicky podle kalendáře svatých katolické církve. Spolu s vlastními životopisy svatých a kritickým aparátem byly v edici publikovány i teoretické statě, mezi nejznámější patří Papebrochovo Propyleum z druhého dílu.